# Capitanes de Arecibo 2012-2013 (pallavolo)
Questa voce raccoglie le informazioni riguardanti i Capitanes de Arecibo nelle competizioni ufficiali della stagione 2012-2013.

## Organigramma societario
Area direttiva
- Presidente: Luis Monrouzeau

Area tecnica
- Primo allenatore: David Alemán

## Rosa
| N° | Nome            | Ruolo | Data di nascita   | Nazionalità sportiva |
| -- | --------------- | ----- | ----------------- | -------------------- |
| 1  | Edgardo Goás    | P     | 27 gennaio 1989   | Porto Rico           |
| 2  | Gregory Berríos | L     | 24 gennaio 1979   | Porto Rico           |
| 3  | Néstor Bracero  | S/O   | 1º gennaio 1991   | Porto Rico           |
| 4  | Joel Otero      | S     | 22 settembre 1985 | Porto Rico           |
| 5  | Dimar López     | S/O   | 23 agosto 1986    | Porto Rico           |
| 6  | Odimar Cancel   | C     | -                 | Porto Rico           |
| 8  | Edgardo Deniz   | P     | 31 marzo 1977     | Porto Rico           |
| 9  | Luis Rodríguez  | C     | 13 luglio 1969    | Porto Rico           |
| 10 | Iván Matos      | S/O   | 15 luglio 1990    | Porto Rico           |
| 11 | Joseph Gil      | C     | 15 gennaio 1971   | Porto Rico           |
| 12 | Roberto Muñiz   | C     | 11 giugno 1980    | Porto Rico           |
| 13 | Héctor Soto     | S/O   | 28 giugno 1978    | Porto Rico           |
| 15 | Marien Moreau   | S/O   | 25 ottobre 1983   | Francia              |